# Francisco Bernaldo de Quirós y Mariño de Lobera

Bandera inspirada en l'informe de Gaspar Melchor de Jovellanos sobre el blasó que havia de pintar-se en les banderes del Regiment de Nobles Asturians. Redactat a petició de Campo Sagrado, aquest informe proposava usar com a insígnia la Creu de la Victòria, i ha servit de fonament perquè en 1984 s'adoptés aquest emblema en l'escut d'Astúries.

Francisco Bernaldo de Quirós y Mariño de Lobera   (Oviedo, 26 d'abril de 1763 - Madrid, 5 de febrer de 1837), VI Marquès de Campo Sagrado, va ser un militar i polític espanyol, Ministre de la Guerra de 1815 a 1817 i diverses vegades Capità General de Catalunya.

## Biografia
Va néixer el 26 d'abril de 1763 al palau de la seva família a Oviedo, avui seu del Tribunal Superior del Principat, i va ser batejat el 28 a San Juan el Real. Era el tercer fill de Francisco Antonio Bernaldo de Quirós y Cienfuegos, IV Marquès de Campo Sagrado, majorat a Oviedo i a Avilés, i de Francisca de Sales Mariño de Lobera y Pardo de Figueroa, la seva dona i cosina segona, natural de Pontevedra, filla dels Marquesos de la Sierra.
En 1792 el seu germà José Benito, que era clergue, mestrescola de la Catedral de Conca i Sommelier de Cortina de Sa Majestat, va fer renúncia i cessió a favor seu del marquesat de Campo Sagrado i del majorat dels Quirós, que comportava els senyorius de Villoria i de la vall de Viñayo, i els oficis d'Agutzil Major d'Oviedo, amb vara de regidor, i de Notari Major de la Santa Croada d'aquesta ciutat i bisbat.
Va ingressar en el Col·legi d'Artilleria l'any 1777, amb catorze d'edat. Va combatre en el setge i rendició del castell de Sant Felip de Maó, en el de Gibraltar i en la Guerra contra la República Francesa. Va ser Coronel del Regiment de Nobles Asturians i es va retirar del servei amb aquesta ocupació en 1803, havent estat nomenat cavaller de l'Orde de Sant Hermenegild i condecorat amb la la Llis de França.
Però va tornar a empunyar les armes en esclatar la Guerra del francès, a requeriment de la Junta Suprema del Principat, qui el va nomenar Tinent General el 23 de juny de 1808. Va exercir un rellevant paper polític i militar durant la contesa i en els anys següents:
- Va ser membre de la Junta Central Suprema i Governativa del Regne (1808-1810), designat per la d'Astúries. L'altre representant del Principat era el seu amic Gaspar Melchor de Jovellanos.[3]
- Diputat a Corts per Astúries a les Constituents de 1810.
- Secretari d'Estat i del Despatx universal de la Guerra d'Espanya i Índies per nomenament del 23 d'octubre de 1815 (publicat en la Gaseta del 26). Va ser destituït el 19 de juny de 1817 (Gaseta del 21), per haver-se negat a signar la condemna a mort del General Lacy.[4]
- Va actuar com a Notari Major dels Regnes el 22 de febrer de 1816, en la signatura de les capitulacions matrimonials del Rei Ferran VII d'Espanya amb la Infanta Maria Isabel de Portugal.[5]
- Cavaller gran creu de l'Orde de Carles III des de 1816.
- Capità General de Castella la Nova en 1823.
- Tres vegades Capità General de Catalunya: en 1814, 1824 i 1826-27. Va protegir els liberals barcelonins de la repressió absolutista —tant de Ferran VII com dels Cent Mil Fills de Sant Lluís— i manava l'exèrcit que va sufocar als Malcontents[6] Barcelona honra la seva memòria amb el nom d'un carrer i amb la Font del Geni Català: monument erigit en 1856 al Pla de Palau i que el recorda per haver portat a la ciutat les aigües de la serra de Montcada.[7]
- Conseller d'Estat,
- Soci honorari de la Reial d'Amics del País d'Astúries
- President de la Acadèmia Mèdico-Pràctica de Barcelona.

Es va casar successivament amb dues germanes: Escolástica i Jacoba de Valdés e Inclán, de la família xixonesa dels comtes de Canalejas. Va morir sense descendència a Madrid el 5 de febrer de 1837.